# Tilly Metz

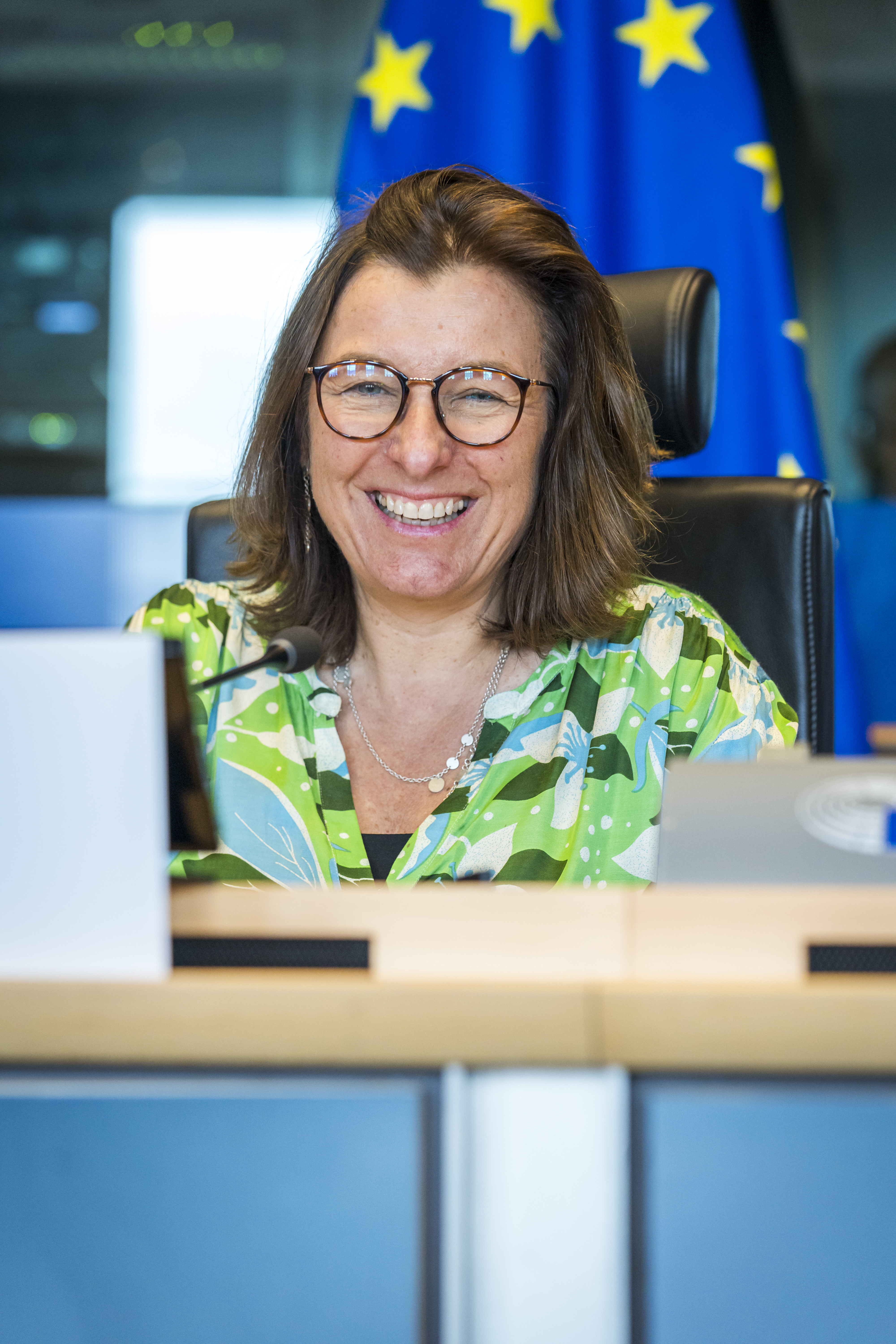
Tilly Metz

Tilly Metz (nascida em 26 de maio de 1967 na cidade de Luxemburgo) é uma professora luxemburguesa e política dos Verdes que é membro do Parlamento Europeu desde junho de 2018.

## Carreira política

### Carreira na política local
Metz actuou como presidente dos Verdes de Luxemburgo entre 2004 e 2009. De 2005 a 2011 foi prefeita de Weiler-la-Tour, sucedendo a Cécile Hemmen no cargo. A partir de dezembro de 2017, ela foi membro da Câmara Municipal de Luxemburgo. Nas eleições para o Parlamento Europeu de 2014, quando o seu partido ganhou uma cadeira, Claude Turmes obteve o segundo maior número de votos na lista verde.

### Membro do Parlamento Europeu, 2018 - presente
Após a morte da secretária de Estado Camille Gira em maio de 2018, Turmes voltou à política nacional e assumiu o seu cargo no governo de Bettel-Schneider no mês seguinte. Por ele, Metz foi transferida para o Parlamento Europeu em 20 de junho de 2018. No restante do seu mandato, ela actuou como membro do Comité de Indústria, Pesquisa e Energia e foi membro das delegações para as relações com a Índia e os países da Comunidade Andina.
Após as eleições de 2019, Metz fez parte de um grupo de trabalho multipartidário encarregado de redigir o programa de trabalho de quatro anos do Parlamento Europeu sobre digitalização.
Também desde 2019, Metz tem servido na Comissão do Meio Ambiente, Saúde Pública e Segurança Alimentar, bem como na Comissão dos Transportes e Turismo. Em 2020, ela também integrou a Comissão de Inquérito sobre a Proteção dos Animais durante o Transporte.
Além das suas atribuições, Metz tem feito parte das delegações do Parlamento para as relações com os países da América Central e para a Assembleia Parlamentar Euro-Latino-Americana (EuroLat). Ela também é membro do Intergrupo do Parlamento Europeu sobre Direitos LGBT, do Intergrupo do Parlamento Europeu sobre Deficiência, do Intergrupo do Parlamento Europeu para o Bem-estar e Conservação dos Animais e do grupo Membros do Parlamento Europeu Contra o Cancro.